# Giovanni Ferrara (politico)
Giovanni Ferrara Salute (Roma, 29 giugno 1928 – Pavia, 23 febbraio 2007) è stato uno scrittore, storico e politico italiano.

## Biografia
Di famiglia di origine siciliana per parte di padre, liberale e antifascista, è stato professore di Storia Antica all'Università di Firenze. È stato anche collaboratore de Il Mondo di Mario Pannunzio, poi de Il Giorno e la Repubblica. Inoltre è stato presidente del Gabinetto letterario e scientifico Gian Pietro Vieusseux, istituzione culturale di Firenze.
Fu senatore del Partito Repubblicano Italiano dal 1983 al 1987 e poi nuovamente dal 1991 fino al 1994.
Ebbe due figli, Valentina e Benedetto Ferrara, e ha a lungo convissuto con la giornalista Sandra Bonsanti. Era fratello del dirigente del PCI Maurizio Ferrara (cui ha dedicato il suo ultimo libro, "Il fratello comunista") e quindi zio di Giuliano Ferrara, figlio di Maurizio.
È morto a Pavia nel febbraio del 2007 dopo essersi sentito male mentre teneva un seminario alla scuola di formazione politica di Libertà e Giustizia, all'età di 78 anni.

## Opere
- La politica di Solone, Istituto Italiano per gli Studi Storici, Napoli, 1964
- Apologia dell'uomo laico, Rusconi, 1983
- Italia paradiso perduto, Garzanti, 1988
- Il senso della notte, Sellerio, 1995
- La sosta, Sellerio, 1996
- La visione, Sellerio, 1997
- Il fratello comunista, Garzanti, 2007